# معهد كارل ساجان
تأسس معهد كارل ساجان: نقطة زرقاء شاحبة وما بعدها في عام 2014 في جامعة كورنيل في إيثاكا، نيويورك لمواصلة البحث عن الكواكب والأقمار الصالحة للسكن داخل وخارج النظام الشمسي. يركز المعهد على وصف الكواكب الخارجية والأدوات للبحث عن علامات الحياة في الكون. المؤسس والمدير الحالي للمعهد هي عالمة الفلك ليزا كالتنيغر.
افتُتح المعهد في عام 2014 وأعيد تسميته في 9 مايو 2015. يتعاون المعهد مع المؤسسات الدولية في مجالات على غرار الفيزياء الفلكية والهندسة وعلوم الأرض والغلاف الجوي والجيولوجيا والبيولوجيا بهدف اتباع نهج متعدد التخصصات للبحث عن الحياة في أماكن أخرى من الكون وأصل الحياة على الأرض.
كان كارل ساجان عضوًا في هيئة التدريس في جامعة كورنيل ابتداءً من عام 1968. وكان أستاذ في منصب ديفيد دنكان في علم الفلك وعلوم الفضاء ومدير مختبر دراسات الكواكب هناك حتى وفاته في عام 1996.

## البحث
الهدف الرئيسي لمعهد كارل ساجان هو نمذجة البصمات الطيفية للأغلفة الجوية للكواكب الخارجية بما في ذلك البصمات الحيوية للكواكب والأقمار المعروفة والفرضية لاستكشاف ما إذا كان يمكن أن تكون صالحة للسكن وكيف يمكن اكتشافها. يركز البحث على الكواكب الخارجية والأقمار التي تدور في المنطقة الصالحة للسكن حول نجومها المضيفة. سيسمح وصف الغلاف الجوي لهذه العوالم للباحثين باكتشاف أول كوكب خارجي صالح للسكن. أنتج أحد أعضاء الفريق بالفعل «فهرسًا لوني» يمكن أن يساعد العلماء في البحث عن علامات الحياة على الكواكب الخارجية.

### فهرس أطياف الانعكاس البيولوجي
استخدم فريق العلماء 137 نوعًا مختلفًا من الكائنات الحية الدقيقة، بما في ذلك الكائنات أليفة الظروف القاسية الدقيقة من بيئات الأرض الأكثر قسوة، وصنفوا كيف يعكس كل شكل حياة ضوء الشمس بشكل فريد في الأجزاء المرئية والأشعة تحت الحمراء القريبة إلى أجزاء الأشعة تحت الحمراء ذات الطول الموجي القصير (بين 0.35 و2.5 ميكرومتر) من الطيف الكهرومغناطيسي. قد يستخدم علماء الفلك قاعدة البيانات هذه كإشارات حيوية محتملة للعثور على مستعمرات كبيرة من الحياة المجهرية على الكواكب الخارجية البعيدة. يمكن لمزيج من الكائنات الحية إنتاج أطياف مختلطة، مشمولة أيضًا في الفهرس، من الضوء المرتد عن الكوكب. سيتم تطبيق هذه الطريقة أيضًا على الغطاء النباتي. الهدف من الفهرس هو تزويد علماء الفلك بمقارنة أساسية للمساعدة على تفسير بيانات تلسكوبات مثل تلسكوب نانسي جريس رومان الفضائي والتلسكوب الأوروبي فائق الكبر.
يمكن للأشعة فوق البنفسجية الساقطة على أشكال الكائنات الحية أن تحفز تفلورًا حيويًا في الأطوال الموجية المرئية. سيتوهج كوكب خارجي يعج بهذه الكائنات يدور حول نجم من النوع إم عند تعرضه للتوهجات النجمية، ما يسمح باكتشافه بواسطة الأجيال الجديدة من المراصد الفضائية.

### فهارس ونماذج أخرى
قام علماء المعهد بفهرسة الانبعاثات الطيفية والوضاءة لأجسام النظام الشمسي، بما في ذلك الكواكب الثمانية جميعها وتسعة أقمار وكوكبان قزمان. قاموا أيضًا بنمذجة الغلاف الجوي للأرض عبر التاريخ الجيولوجي. تعتبر الكواكب الخارجية ذات الظروف المماثلة للأرض المبكرة مرشحةً لاحتضان أشكال الحياة الناشئة.